# Felice Borel
Felice Placido Borel (Nizza Monferrato, 5 april 1914 – Turijn, 21 februari 1993) was een Italiaans voetballer die bij voorkeur als centrumspits speelde. Hij kwam in de jaren 30 en 40 uit voor Juventus, Torino, weer Juventus, US Alessandria en tot slot Napoli. Na zijn spelersloopbaan stapte hij het trainersvak in. Borel was Italiaans international en won met zijn land het WK van 1934. Aangezien hij de jongere broer van Aldo Giuseppe Borel was, werd hij ook wel Borel (II) genoemd.
Borel was (vanaf 1932) onderdeel van het Juventus-team dat tussen 1930 en 1935 vijfmaal op rij landskampioen werd, een periode die later in de clubgeschiedenis bekend kwam te staan als Quinquennio d'Oro (vijf gouden jaren). Hij speelde jarenlang samen met onder meer de Italiaanse doelman Gianpiero Combi en de Argentijnen Renato Cesarini en Raimundo Orsi.

## Loopbaan
Felice Borel kwam in 1932 bij Juventus terecht, drie jaar na de oprichting van de Serie A. De ploeg uit Turijn was de twee voorgaande seizoen kampioen geworden. Op de derde speeldag van het seizoen maakte Borel zijn debuut voor Juventus in een met 1-0 verloren wedstrijd bij en tegen Napoli. Op 20 november scoorde de aanvaller zijn eerste twee treffers voor de club, waardoor er uiteindelijk met 4-0 werd gewonnen van Lazio. Borel hielp in zijn eerste seizoen Juventus aan de landstitel en werd bovendien topscorer van de competitie met negenentwintig doelpunten. Hiermee trof hij Angelo Schiavio van Bologna met een doelpunt af. Borel zou de komende jaren doorgaan met scoren en won in 1934 en 1935 wederom de Scudetto met zijn ploeg. Bovendien werd hij in het seizoen 1933/34 weer topscorer van de Italiaanse competitie, ditmaal met 31 treffers. In 1938 kwam hier een bekerwinst bij, toen Juventus in de finale wist te winnen van Torino. Borel houd met zijn twintig jaar nogsteeds het record als jongste topscorer van de Serie A.
Zijn goede spel zorgde ervoor dat Borel in 1933 voor het eerst werd opgeroepen voor het Italiaans voetbalelftal. Op 22 november scoorde hij in een wedstrijd in het toernooi om de Centraal-Europese Internationale Beker het enige doelpunt tegen Hongarije, waardoor de Italianen de wedstrijd wonnen. Een jaar later nam bondscoach Vittorio Pozzo hem als jongste speler op in zijn selectie voor het WK 1934. De jonge Italiaan kwam eenmaal in actie op het toernooi dat uiteindelijk door Italië gewonnen zou worden.
In 1941 besloot Borel om Juventus na negen jaar te verlaten, om te gaan spelen bij stadsgenoot Torino. Na één seizoen keerde hij weer terug naar de Oude Dame waar hij bleef tot 1946. De spelers uit het sterrenteam van de jaren 30 waren inmiddels grotendeels al vertrokken en Borel wist in zijn tweede periode geen prijzen meer te winnen met de ploeg. Na het einde van de Tweede wereldoorlog ging Borel voetballen bij US Alessandria, dat het voorgaande seizoen was gepromoveerd naar de Serie A. In 1948 eindigde Borel zijn ploeg op de negentiende plaats, wat degradatie naar de Serie B betekende. De inmiddels 34-jarige spits verkaste vervolgens naar tweedeklasser Napoli, om een jaar later zijn voetbalschoenen aan de wilgen te hangen.
Nadien was hij werkzaam bij verschillende kleine Italiaanse clubs, de ene keer als trainer en de andere keer als technisch directeur.

## Erelijst
Juventus
- Serie A: 1932/33, 1933/34, 1934/35
- Coppa Italia: 1937/38

### Internationaal
Italië
- Wereldkampioenschap voetbal: 1934
- Centraal-Europese Internationale Beker: 1933/35

### Individueel
- Serie A Top-scorer: 1932/33 (29 goals), 1933/34 (31 goals)